# 臼淵磐
臼淵 磐（うすぶち いわお、1923年（大正12年）8月22日 - 1945年（昭和20年）4月7日）は、日本の海軍軍人。最終階級は海軍少佐。
海兵71期。太平洋戦争末期の天一号作戦（坊ノ岬沖海戦）に参加して戦死。個人的に親交があり、同作戦に参加して生還した作家の吉田満（当時・海軍少尉）の著書『戦艦大和ノ最期』や、その列伝作品『臼淵大尉の場合――進歩への願い』で取り上げられたことによって、戦後、広く知られるようになった。
なお、吉田満『戦艦大和ノ最期』を出典として広く知られている臼淵の発言
「・・・日本の新生に先駆けて散る。まさに本望じゃあないか」
は、吉田満の創作である（→人物／エピソード／戦艦大和出撃時の挿話〈吉田満の創作〉）。

## 人物

### 経歴
1923年（大正12年）8月22日、臼淵清忠・海軍機関中佐の長男として東京府東京市青山（現：東京都青山）に生まれる。翌年、妹・汎子が誕生。横須賀の山崎小学校、横浜一中を経て、1942年（昭和17年）11月、海軍兵学校（71期）を卒業し、戦艦「扶桑」、重巡洋艦「鈴谷」乗組を経て、1943年（昭和18年）6月、海軍少尉任官。海軍砲術学校普通科で学び、軽巡洋艦「北上」砲術士を経て、1944年（昭和19年）10月、戦艦「大和」副砲分隊長となった。同年11月、海軍大尉に昇進。
1945年（昭和20年）4月7日、天一号作戦（坊ノ岬沖海戦）時、戦艦「大和」の哨戒長として乗艦。配置場所に近い、後部指揮所電探室に米軍の直撃弾が命中し即死した。享年21。妹の汎子は歌を詠み兄の死を悼んだ。戦死後、海軍少佐に進級。

### エピソード

#### 文学青年
臼淵は小学校五年のときにはすでに海軍兵学校への進学の意欲を作文に綴っている。中学での担任は後に万葉学者・文化功労者となる犬養孝で、犬養は臼淵の印象を「論旨整然とした作文を書くので文学者になるかと思っていた」と語っており、彼の優れた天資を窺うことができる。1939年（昭和14年）に海軍兵学校へ入校。兵学校時代は文武両道で「頭が涼しく、教官の話を素直に吸収する生徒」であった。軍人としての教育を受けながら、文人のセンスを併せ持つ青年士官へと成長する。
論理的な思考を持つ人物で、米国との戦争には否定的な見解を示していたと言われる。文学を好んだ彼らしく持ち歩いていたノートには詩を書いたり、ハーモニカを吹くのを趣味にしていた。吉田満は著作のなかで、臼淵の「不足なるは訓練にあらずして、科学的研究の熱意と能力なり」との言葉を紹介している。

#### 戦艦大和出撃時の挿話〈吉田満の創作〉
吉田満『戦艦大和ノ最期』（初版：創元社、1952年）には、戦艦大和の出撃前夜に、若手士官たちを前にした臼淵が下記のように語ったと記されている。
『戦艦大和ノ最期』のみを出典とする、上記の臼淵の発言は、「菊水作戦に参加した兵士の心境を端的に表した言葉」として人口に膾炙し、多くの書籍や映像作品で引用されてきた。
臼淵の直属上官である「大和」副砲長・清水芳人少佐（1912年 - 2008年）は、「大和」沈没後に駆逐艦に救助されて生還し、91歳を迎えた2003年に神立尚紀のインタビューを受け、「臼淵の当該発言は、吉田満の創作であった」旨を下記のように証言した。

## 臼淵磐を演じた人物
- 伊沢一郎（『戦艦大和』）
- 長嶋一茂（『男たちの大和/YAMATO』）
- 中谷一郎（サウンド・ドラマ『戦艦大和の最期』）
- 川野太郎(フジテレビ『戦艦大和』)

## 関連文献
- 飯室勝彦『敗れる前に目覚めよ - 平和憲法が危ない』花伝社、2006年。
- 長谷川卓『死ニ方用意 - 小説臼淵大尉』角川春樹事務所〈ハルキ文庫〉、2005年。
- 吉田満『戦艦大和ノ最期』
  - 『鎮魂戦艦大和――臼淵大尉の場合・祖国と敵国の間』講談社・オンデマンド版
- 歴史群像太平洋戦史シリーズ10『連合艦隊の最期』学習研究社、1995年。